# Nuenen, Gerwen en Nederwetten
Nuenen, Gerwen en Nederwetten és un municipi de la província del Brabant del Nord, al sud dels Països Baixos. L'1 de gener del 2009 tenia 22.333 habitants repartits sobre una superfície de 34,11 km² (dels quals 0,23 km² corresponen a aigua). Limita al nord amb Son en Breugel, Sint-Oedenrode i Laarbeek, a l'oest amb Eindhoven, a l'est amb Helmond i al sud amb Geldrop-Mierlo.

## Centres de població
Eeneind, Gerwen, Nederwetten, Nuenen, Opwetten i Stad van Gerwen.

## Ajuntament
- PvdA 4 regidors
- CNA 4 regidors
- NB 3 regidors
- W70 3 regidors
- CDA 3 regidors
- VVD 2 regidors